# Knut Kvernerud
Knut Kvernerud (* 1945) ist ein ehemaliger norwegischer Radrennfahrer.

## Sportliche Laufbahn
1970 siegte er im Eintagesrennen Grand Prix Kalundborg. 1976 gewann er eine Etappe im Milk Race vor Ryszard Szurkowski. In der Gesamtwertung des Etappenrennens wurde er 25.
In der Internationalen Friedensfahrt 1970 wurde er 17. der Gesamtwertung. 1972 schied er aus.